# Chrysler Chronos

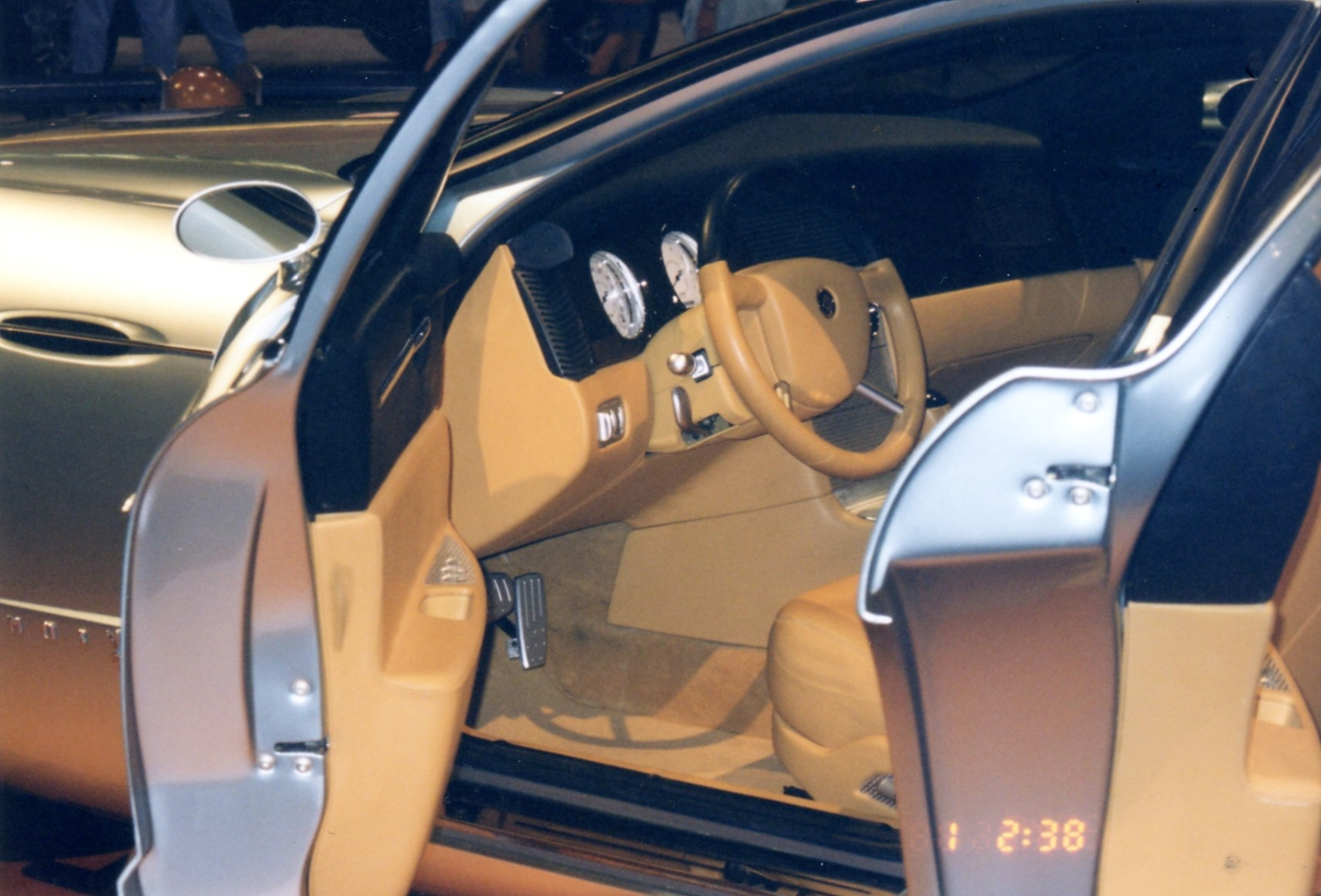
Blick in den Innenraum

Der Chrysler Chronos ist ein Konzeptfahrzeug, das Chrysler 1998 vorstellte.

## Hintergrund und Einordnung
Der Chrysler Chronos entstand kurz vor der Übernahme der damaligen Chrysler Corporation durch die Daimler-Benz AG.
Es war ein Stude für ein Oberklassefahrzeug, das über dem damaligen Topmodell der Marke, dem Chrysler 300M, anzusetzen gewesen wäre.

## Entstehungsgeschichte
Der verantwortliche Designer war Osamu Shikado. Er sah das Fahrzeug sowohl in der Tradition des Chrysler D'Elegance von 1953 wie auch des Chrysler 300C Letter Car. Der Chronos ist eine moderne Interpretation der Chrysler-Ghia-Konzeptfahrzeuge der 1950er Jahre.

## Technik
Das Fahrzeug hat einen V10-Motor. Er leistet etwa 350 PS aus etwa 6 Liter Hubraum. Er ist vorne im Fahrzeug eingebaut und treibt die Hinterräder an. Das Automatikgetriebe hat vier Gänge.
Die Limousine mit vier Türen bietet Platz für fünf Personen. Der Radstand beträgt 131 Zoll (3327 mm) und die Spurweite 64 Zoll (1626 mm). Das Fahrzeug ist 205 Zoll (5207 mm) lang, 76 Zoll (1930 mm) breit und 53 Zoll (1346 mm) hoch. Als Leergewicht sind umgerechnet 1905 kg angegeben.